# Sportler des Jahres (Finnland)

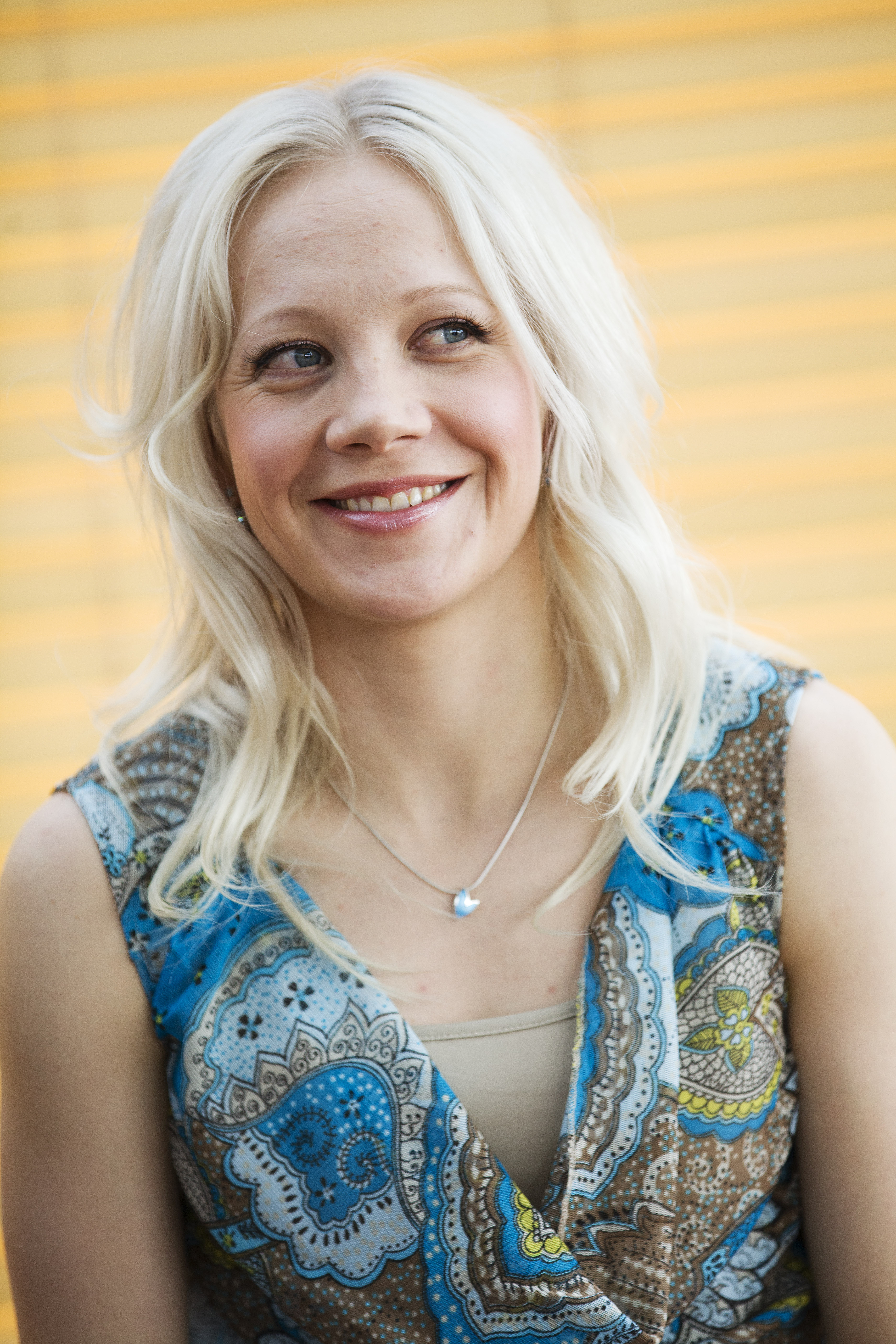
Kaisa Mäkäräinen, Sportlerin des Jahres 2011.

Die finnischen Sportler des Jahres werden seit 1947 von Sportjournalisten des finnischsprachigen „Sportjournalistenverbands“ (Urheilutoimittajain Liitto) gewählt. 
In den ersten beiden Jahren wählte die Jury als Titelträger nur Männer. Ab 1949 wurde die Kategorie „Sportlerin des Jahres“ (Vuoden naisurheilija) ergänzt, obwohl in manchen Jahren nur eine der beiden Auszeichnungen vergeben wurde. Seit 2010 wird der Unterschied zwischen Männern und Frauen nicht mehr gemacht und die Auszeichnung „Sportler des Jahres“ Vuoden urheilija genderneutral verstanden. Seit 1989 werden außerdem „Behindertensportler des Jahres“, seit 1975 die „Mannschaften des Jahres“ und „Trainer des Jahres“, seit 2000 der „Wurf des Jahres“ und seit 2004 die „Jungsportler des Jahres“ gewählt.
Eine vergleichbare Auszeichnung spezifisch für finnlandschwedische Sportler ist Finlandssvenska bragdmedaljen, die bereits seit 1935 vergeben wird.

## Träger der Auszeichnung Sportler/Sportlerin des Jahres (Finnland)

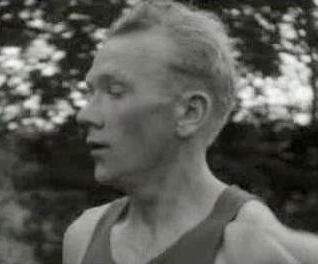
Veikko Karvonen, vierfacher Gewinner der Auszeichnung.

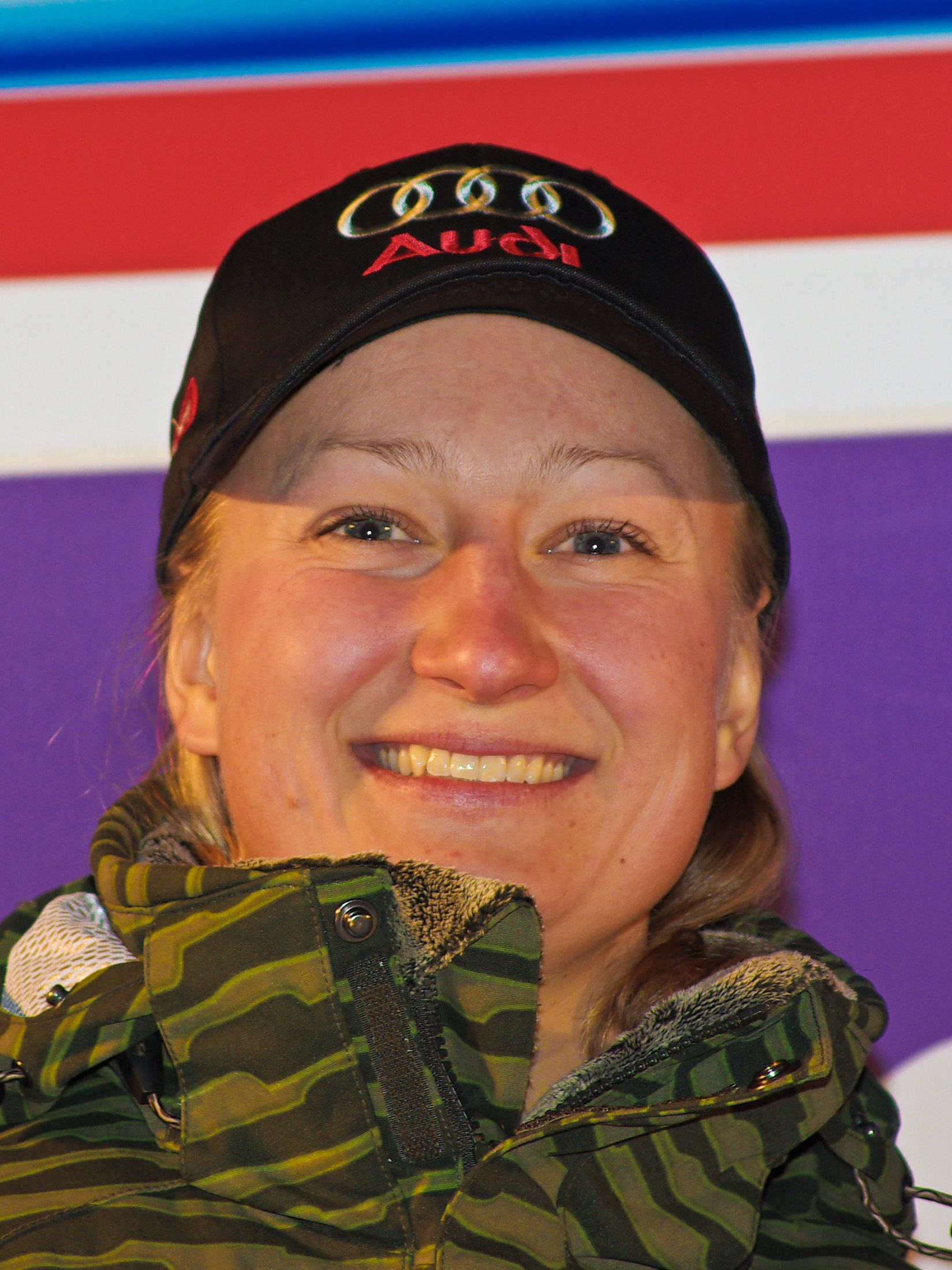
Tanja Poutiainen gewann den Titel 2004, 2005 und 2006.

| Jahr | Sportler des Jahres                | Sportart                      | Sportlerin des Jahres   | Sportart          |
| ---- | ---------------------------------- | ----------------------------- | ----------------------- | ----------------- |
| 1947 | Mikko Hietanen und Lassi Parkkinen | Leichtathletik Eisschnelllauf | Kerttu Pehkonen         | Skilanglauf       |
| 1948 | Heikki Hasu                        | Nordische Kombination         | Sylvi Saimo             | Kanu              |
| 1949 | Viljo Heino                        | Leichtathletik                | Eevi Huttunen           | Eisschnelllauf    |
| 1950 | Heikki Hasu                        | Nordische Kombination         | Sylvi Saimo             | Kanu              |
| 1951 | Veikko Karvonen                    | Leichtathletik                | Eevi Huttunen           | Eisschnelllauf    |
| 1952 | Veikko Karvonen                    | Leichtathletik                | Sylvi Saimo             | Kanu              |
| 1953 | Veikko Karvonen                    | Leichtathletik                | Eevi Huttunen           | Eisschnelllauf    |
| 1954 | Veikko Karvonen                    | Leichtathletik                | Siiri Rantanen          | Skilanglauf       |
| 1955 | Voitto Hellstén                    | Leichtathletik                | Mirja Hietamies         | Skilanglauf       |
| 1956 | Antti Hyvärinen                    | Skisprung                     | Siiri Rantanen          | Skilanglauf       |
| 1957 | Olavi Vuorisalo                    | Leichtathletik                | Iiris Sihvonen          | Eisschnelllauf    |
| 1958 | Vilho Ylönen                       | Schießsport                   | Siiri Rantanen          | Skilanglauf       |
| 1959 | Juhani Järvinen                    | Eisschnelllauf                | Siiri Rantanen          | Skilanglauf       |
| 1960 | Veikko Hakulinen                   | Skilanglauf                   | Eevi Huttunen           | Eisschnelllauf    |
| 1961 | Kalevi Huuskonen                   | Biathlon                      | Mirja Lehtonen          | Skilanglauf       |
| 1962 | Pentti Nikula                      | Leichtathletik                | Maire Rautakoski        | Bowling           |
| 1963 | Pentti Eskola                      | Leichtathletik                | Mirja Lehtonen          | Skilanglauf       |
| 1964 | Eero Mäntyranta                    | Skilanglauf                   | Kaija Mustonen          | Eisschnelllauf    |
| 1965 | Jouku Launonen                     | Eisschnelllauf                | Maire Lindholm          | Bogenschießen     |
| 1966 | Eero Mäntyranta                    | Skilanglauf                   | Eila Pyrhönen           | Schwimmen         |
| 1967 | Eero Tapio                         | Ringen                        | Eija Krogerus           | Bowling           |
| 1968 | Kaarlo Kangasniemi                 | Gewichtheben                  | Kaija Mustonen          | Eisschnelllauf    |
| 1969 | Kaarlo Kangasniemi                 | Gewichtheben                  | Marjatta Kajosmaa       | Skilanglauf       |
| 1970 | Kalevi Oikarainen                  | Skilanglauf                   | Marjatta Kajosmaa       | Skilanglauf       |
| 1971 | Juha Väätäinen                     | Leichtathletik                | Marjatta Kajosmaa       | Skilanglauf       |
| 1972 | Lasse Virén                        | Leichtathletik                | Marjatta Kajosmaa       | Skilanglauf       |
| 1973 |                                    |                               | Mona-Lisa Pursiainen    | Leichtathletik    |
| 1974 |                                    |                               | Riitta Salin            | Leichtathletik    |
| 1975 | Heikki Ikola                       | Biathlon                      | Helena Takalo           | Skilanglauf       |
| 1976 | Lasse Virén                        | Leichtathletik                | Helena Takalo           | Skilanglauf       |
| 1977 | Pertti Ukkola                      | Ringen                        | Lea Hilokoski           | Bowling           |
| 1978 |                                    |                               | Helena Takalo           | Skilanglauf       |
| 1979 | Pertti Karppinen                   | Rudern                        | Outi Borgenström        | Orientierungslauf |
| 1980 | Pertti Karppinen                   | Rudern                        | Hilkka Riihivuori       | Skilanglauf       |
| 1981 | Heikki Ikola                       | Biathlon                      | Hilkka Riihivuori       | Skilanglauf       |
| 1982 | Keke Rosberg                       | Motorsport                    | Hilkka Riihivuori       | Skilanglauf       |
| 1983 |                                    |                               | Tiina Lillak            | Leichtathletik    |
| 1984 |                                    |                               | Marja-Liisa Hämäläinen  | Skilanglauf       |
| 1985 | Matti Nykänen                      | Skisprung                     | Marja-Liisa Kirvesniemi | Skilanglauf       |
| 1986 |                                    |                               | Marjo Matikainen        | Skilanglauf       |
| 1987 |                                    |                               | Marjo Matikainen        | Skilanglauf       |
| 1988 | Matti Nykänen                      | Skisprung                     | Marjo Matikainen        | Skilanglauf       |
| 1989 |                                    |                               | Marjo Matikainen        | Skilanglauf       |
| 1990 |                                    |                               | Päivi Alafrantti        | Leichtathletik    |
| 1991 | Kimmo Kinnunen                     | Leichtathletik                | Marja-Liisa Kirvesniemi | Skilanglauf       |
| 1992 | Toni Nieminen                      | Skisprung                     | Marjut Lukkarinen       | Skilanglauf       |
| 1993 | Juha Kankkunen                     | Motorsport                    | Sari Essayah            | Leichtathletik    |
| 1994 | Jani Sievinen                      | Schwimmen                     | Sari Essayah            | Leichtathletik    |
| 1995 | Jari Litmanen                      | Fußball                       | Sari Laine              | Karate            |
| 1996 |                                    |                               | Heli Rantanen           | Leichtathletik    |
| 1997 | Mika Myllylä                       | Skilanglauf                   | Raija Koskinen          | Gewichtheben      |
| 1998 | Mika Häkkinen                      | Motorsport                    | Satu Pusila             | Schießsport       |
| 1999 | Mika Myllylä                       | Skilanglauf                   | Tuuli Matinsalo         | Aerobic           |
| 2000 | Arsi Harju                         | Leichtathletik                | Pia Sundstedt           | Radsport          |
| 2001 | Sami Hyypiä                        | Fußball                       | Pirjo Manninen          | Skilanglauf       |
| 2002 | Samppa Lajunen                     | Nordische Kombination         | Heli Koivula            | Leichtathletik    |
| 2003 |                                    |                               | Hanna-Maria Seppälä     | Schwimmen         |
| 2004 | Marko Yli-Hannuksela               | Ringen                        | Tanja Poutiainen        | Ski Alpin         |
| 2005 | Janne Ahonen                       | Skisprung                     | Tanja Poutiainen        | Ski Alpin         |
| 2006 | Jukka Keskisalo                    | Leichtathletik                | Tanja Poutiainen        | Ski Alpin         |
| 2007 | Tero Pitkämäki                     | Leichtathletik                | Virpi Kuitunen          | Skilanglauf       |
| 2008 |                                    |                               | Satu Mäkelä-Nummela     | Schießsport       |
| 2009 |                                    |                               | Aino-Kaisa Saarinen     | Skilanglauf       |
| 2010 |                                    |                               | Minna Kauppi            | Orientierungslauf |
| 2011 |                                    |                               | Kaisa Mäkäräinen        | Biathlon          |
| 2012 |                                    |                               | Tuuli Petäjä            | Segeln            |
| 2013 | Tero Pitkämäki                     | Leichtathletik                |                         |                   |
| 2014 | Iivo Niskanen & Sami Jauhojärvi    | Skilanglauf                   |                         |                   |
| 2015 | Tero Pitkämäki                     | Leichtathletik                |                         |                   |
| 2016 | Leo-Pekka Tähti                    | Rollstuhl-Racing              |                         |                   |
| 2017 | Iivo Niskanen                      | Skilanglauf                   |                         |                   |
| 2018 | Iivo Niskanen                      | Skilanglauf                   |                         |                   |
| 2019 | Teemu Pukki                        | Fußball                       |                         |                   |
| 2020 | Lukáš Hrádecký                     | Fußball                       |                         |                   |
| 2021 | Matti Mattsson                     | Schwimmen                     |                         |                   |
| 2022 | Iivo Niskanen                      | Skilanglauf                   |                         |                   |
| 2023 | Lauri Markkanen                    | Basketball                    |                         |                   |

## Statistik nach Sportarten
Stand: nach Vergabe 2020; Anmerkung: Ski Nordisch beinhaltet Nordische Kombination, Skispringen und Skilanglauf.
| Männer | Frauen |  |
| --- | --- |  |
| - Leichtathletik 20 × - Ski Nordisch 17 × - Fußball 4 × - Biathlon 3 × - Motorsport 3 × - Ringen 3 × - Eisschnelllauf 2 × - Gewichtheben 2 × - Rudern 2 × - Schießsport 2 × - Basketball 1 × - Rollstuhl-Racing 1 × - Schwimmen 1 × | - Ski Nordisch 29 × - Leichtathletik 8 × - Eisschnelllauf 7 × - Kanu 3 × - Ski Alpin 3 × - Orientierungslauf 2 × - Schwimmen 2 × - Biathlon 1 × - Gewichtheben 1 × - Karate 1 × - Radsport 1 × - Segeln 1 × |  |

## Auszeichnungen im Behindertensport
- 1989: Seija Sosunov
- 1990: Seppo Joensuu
- 1991: Eeva-Riitta Kukkonen
- 1992: Kimmo Jokinen
- 1993: Goalball-EM-Mannschaft der Männer
- 1994: Kari Joki-Erkkilä
- 1995: Eero Hulanmäki
- 1996: Martti Rautavuori
- 1997: Matti Launonen
- 1998: Tanja Kari
- 1999: Goalball-EM-Mannschaft der Frauen
- 2000: Tiina Ala-aho
- 2001: Jari Gusev
- 2002: Tanja Kari
- 2003: Markku Niinimäki
- 2004: Leo-Pekka Tähti
- 2005: Tuija Helander
- 2006: Markku Niinimäki
- 2007: Leo-Pekka Tähti

## Mannschaft des Jahres
- 1975: Junioren-Fußballnationalmannschaft
- 1976: Pieksämäen NMKY, Volleyball
- 1977: Valkeakosken Haka, Fußball
- 1978: U18-Eishockeynationalmannschaft
- 1979: Junioren-Eishockeynationalmannschaft
- 1980: U20-Eishockey-Nationalmannschaft
- 1981: HJK Helsinki, Fußball
- 1982: Straßenradnationalmannschaft
- 1983: Bowling WM-Mannschaft
- 1984: Helsingin NMKY, Basketball
- 1985: Skisprung WM-Mannschaft
- 1986: FC Kuusysi, Fußball
- 1987: nicht gewählt
- 1988: Eishockeynationalmannschaft
- 1989: Skisprung WM-Mannschaft
- 1990: Turun Palloseura (Eishockey)
- 1991: Eishockeynationalmannschaft
- 1992: Eishockeynationalmannschaft
- 1993: Bowling EM-Mannschaft
- 1994: Eishockeynationalmannschaft
- 1995: Eishockeynationalmannschaft
- 1996: Jokerit, Eishockey
- 1997: Skisprung WM-Mannschaft
- 1998: Skisprung WM-Mannschaft
- 1999: Nordische Kombination WM-Mannschaft
- 2000: FC Haka, Fußball
- 2001: Orientierungslauf-Mannschaft der Männer
- 2002: Nordische Kombination Olympianationalmannschaft
- 2003: Skisprung WM-Mannschaft
- 2004: Eishockeynationalmannschaft
- 2005: Frauenfußballnationalmannschaft
- 2006: Eishockeynationalmannschaft
- 2007: Volleyballnationalmannschaft der Männer
- 2008: U21-Fußballnationalmannschaft der Männer
- 2009: 4 × 5-km-WM-Skilanglaufstaffel der Frauen
- 2010: Unihockeynationalmannschaft der Männer
- 2011: Eishockeynationalmannschaft der Männer
- 2012: Matchrace-Mannschaft der Frauen bei den Olympischen Spielen, Segeln
- 2013: Basketballnationalmannschaft der Männer
- 2014: Volleyballnationalmannschaft der Männer
- 2015: Seinäjoen JK, Fußball
- 2016: U20-Eishockeynationalmannschaft der Männer
- 2017: Basketballnationalmannschaft der Männer
- 2018: Unihockeynationalmannschaft der Männer
- 2019: Fußballnationalmannschaft der Männer
- 2020: Fußballnationalmannschaft der Männer
- 2021: Eishockeynationalmannschaft der Männer
- 2022: Eishockeynationalmannschaft der Männer
- 2023: Davis-Cup-Team